# Caleta Puelche
Caleta Puelche es una pequeña localidad del sur de Chile que se encuentra en la comuna de Hualaihué, Región de Los Lagos. Se ubica en el margen sur del estuario del Reloncaví. Es parte de la Carretera Austral y es la puerta de entrada y salida terrestre de la comuna, ya que es paso obligado para quienes vienen desde o se dirigen hacia Puerto Montt o Cochamó. Según el censo de 2017, la localidad tiene 169 habitantes.

## Conectividad
Para acceder a Caleta Puelche desde Puerto Montt se debe tomar un transbordador en Caleta La Arena, pequeña localidad puertomontina al otro lado del estuario. Existe servicio regular todos los días del año, con salidas cada 30 minutos —20 minutos en temporada alta—. El viaje tiene una duración aproximada de 45 minutos.
También se puede acceder por tierra desde el sector occidental de la comuna de Cochamó, siguiendo por la ribera sur del estuario de Reloncaví, pasando por las localidades de Llaguepe y Yates. 
Igualmente, desde Caleta Puelche se puede continuar hacia el sur hasta Contao —a 7 kilómetros de distancia—, donde se ubica el Aeródromo Contao.

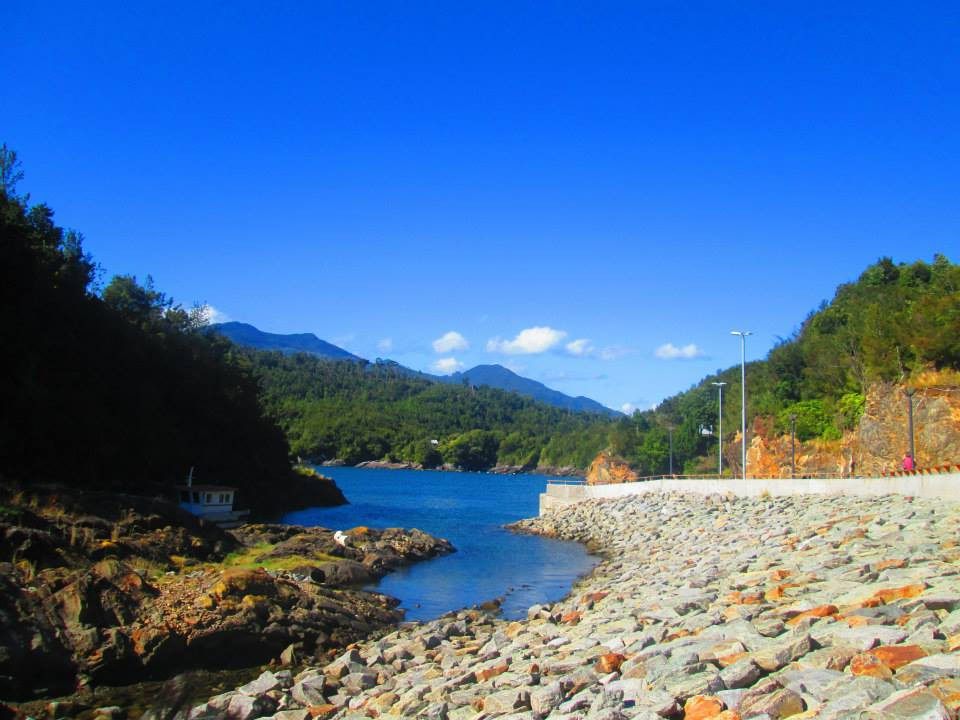
Vista al estuario desde el embarcadero.

El lugar hizo noticia el año 2014 debido las protestas de los pescadores debido a las cuotas establecidas por el Gobierno de Chile a los recursos de merluza y raya.